# Chroustov
Chroustov (deutsch Chraustow) ist eine Gemeinde in Tschechien. Sie liegt 17 Kilometer südlich von Jičín und gehört zum Okres Nymburk.

## Geographie

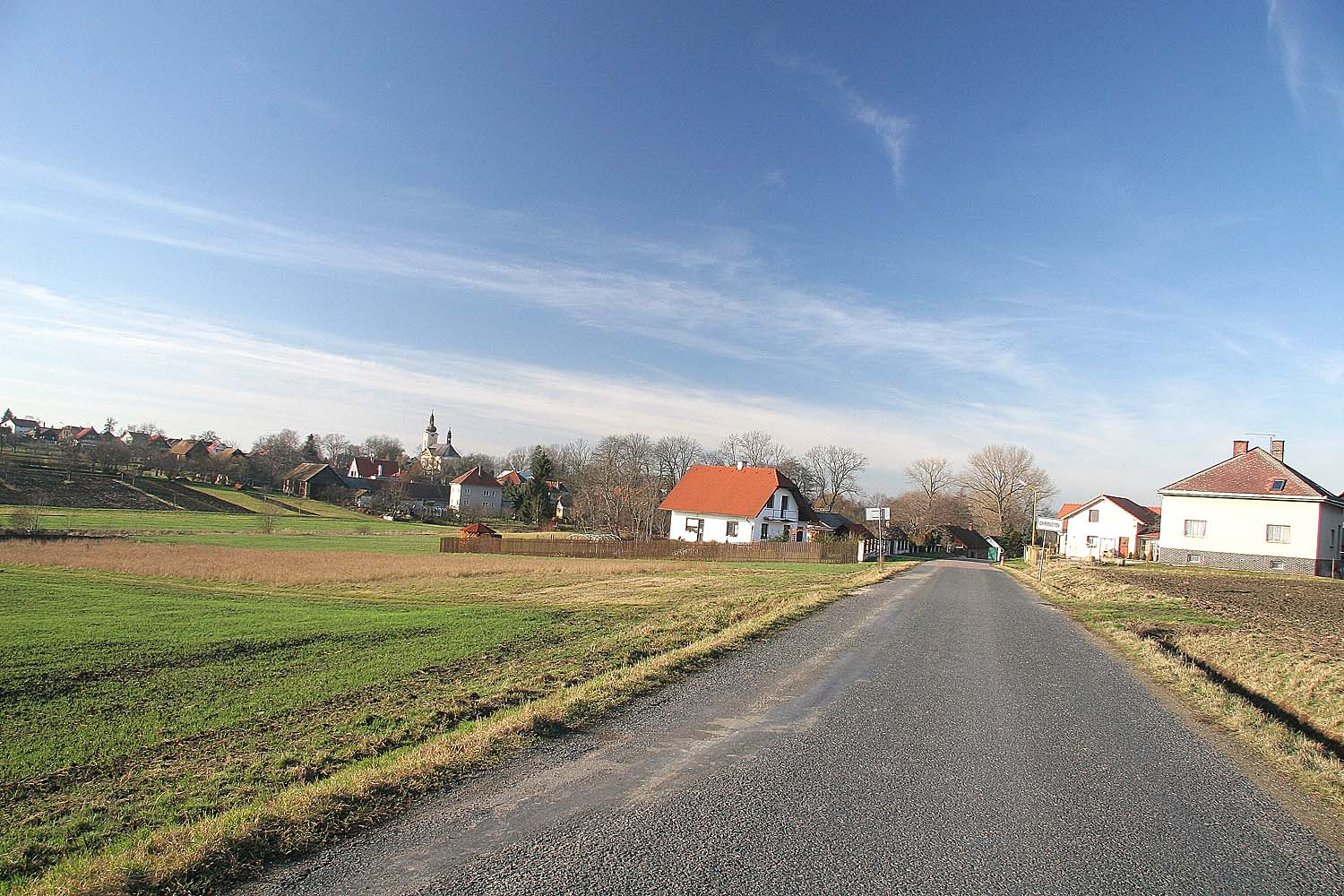
Südansicht aus Richtung Dvoříště

Chroustov befindet sich in den südlichen Ausläufern der Jičínská pahorkatina am Bach Smíchovský potok. Östlich liegt der Höhenzug des Schlunitzer Waldes (Žlunické polesí) mit dem Na Kostele (298 m). Im Nordosten befinden sich die alten Geleise der früheren Schmalspurbahnstrecke von Kopidlno nach Češov.
Nachbarorte sind Slavhostice im Norden, Žlunice im Nordosten, Sekeřice im Osten, Hlušice im Südosten, Dvoříště im Süden, Kněžice und Dubečno im Südwesten, Chotěšice im Westen, Běchárky und Židovice im Nordwesten.

## Geschichte

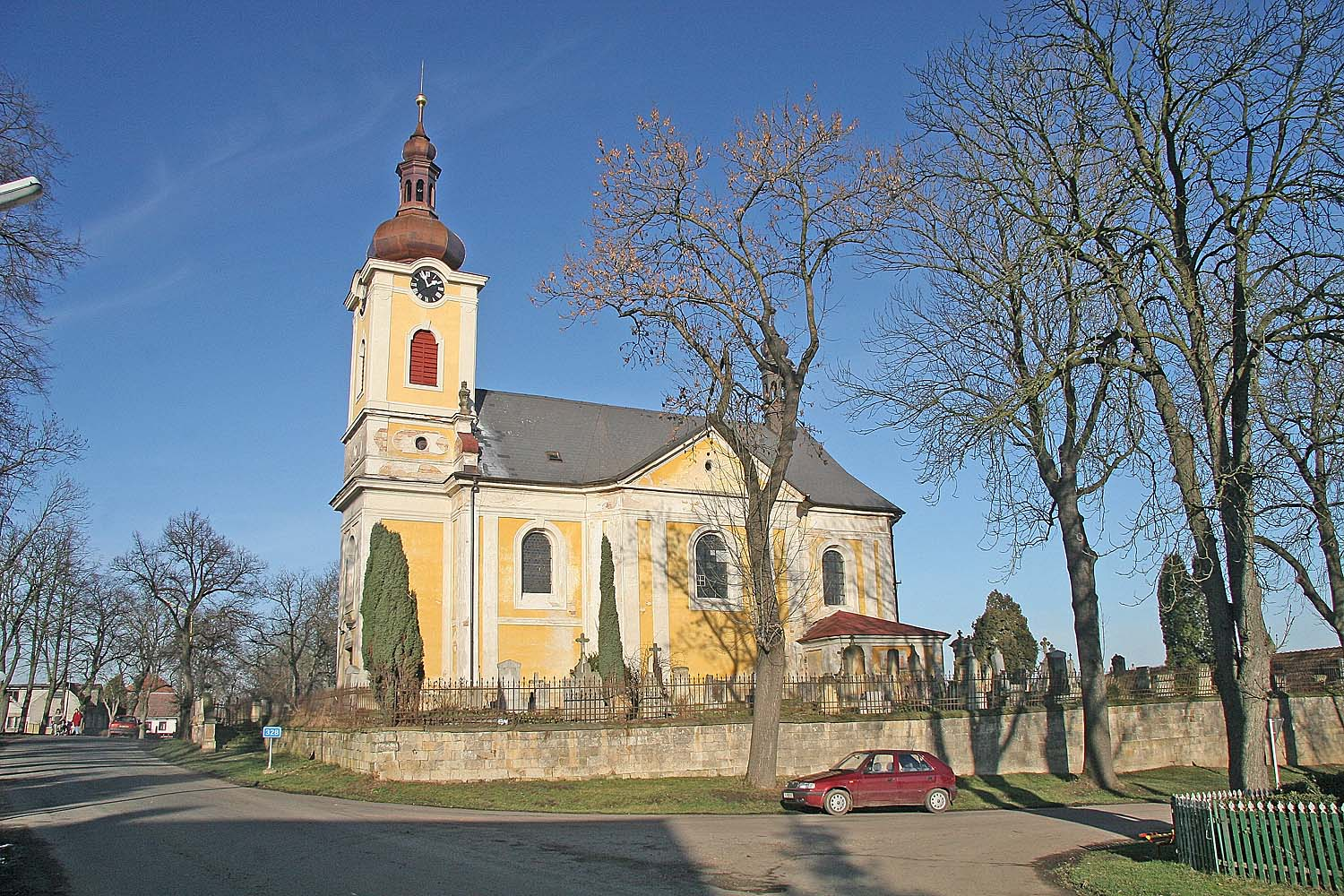
Kirche Mariä Himmelfahrt

Chroustov wurde wahrscheinlich im 12. Jahrhundert gegründet. Erstmals schriftlich erwähnt wurde das Dorf im Jahr 1369. Seit 1377 ist die Kirche nachweisbar. Kaiser Sigismund verpfändete Chroustov 1436 an Havel von Dřevěnice. Ihm folgte ab 1453 Dietrich von Miletinek (Jetřich z Miletínka). Die Trčka von Lípa erwarben die Güter 1553 und hielten sie bis 1587. Nach dem Verkauf an die Waldsteiner schlossen diese Chroustov an die Herrschaft Dymokury an.
Nach der Ablösung der Patrimonialherrschaften wurde Chroustov zur selbständigen Gemeinde im Bezirk Poděbrady und kam 1961 zum Okres Nymburk. 1980 erfolgte die Eingemeindung nach Kněžice. Seit 1990 ist Dvořiště, das ebenfalls seit 1980 nach Kněžice eingemeindet war, ein Ortsteil der Gemeinde Chroustov.

## Gemeindegliederung
Die Gemeinde Chroustov gliedert sich in die Ortsteile Chroustov (Chraustow) und Dvoříště (Dworzischt, 1939–45 Hofstatt).

## Sehenswürdigkeiten
- barocke Kirche Mariä Himmelfahrt, der im 14. Jahrhundert errichtet Bau erhielt im 18. Jahrhundert eine Neugestaltung, 1890 erfolgte der Abriss des hölzernen Glockenturmes neben der Kirche.
- Statue der hl. Notburga, auf den Feldern südwestlich des Dorfes